# Mnin
Mnin is een plaats in het Poolse district  Konecki, woiwodschap Święty Krzyż. De plaats maakt deel uit van de gemeente Słupia en telt 640 inwoners.